# Karen Berger
Karen Berger (Nueva York, Nueva York; 26 de febrero de 1958) es una editora de historietas estadounidense. Fue la directora ejecutiva de la colección Vertigo de DC Comics.

## Carrera
Berger estudió literatura inglesa e historia del arte en el College de Brooklyn de la Universidad de la Ciudad de Nueva York, y en 1979, después de graduarse, entró en la industria de los cómics como asistente del editor Paul Levitz en DC. Más adelante, fue la editora de Levitz mientras este estaba escribiendo Legion of Super-Heroes. Se fue interesando cada vez más en las historietas de terror y finalmente asumió el cargo de editora de House of Mystery; también participó en el libro Swamp Thing, de Alan Moore, en reemplazo como editora del cocreador Len Wein. También colaboró en Amethyst, Princess of Gemworld y años más tarde ayudó a expandir la audiencia de las obras de Neil Gaiman cuando lo alentó para que escribiera The Sandman. 
El éxito de estos títulos y su ayuda editorial a los guionistas que trabajaban con ella llevaron a la creación de Vertigo, una colección de DC Comics orientada al público adulto, en 1993. 
En 2007, Berger fue nombrada editora supervisora (junto con la editora senior Shelly Bond) de Minx, una nueva línea de comic books de DC. Minx publicó cómics y novelas gráficas orientadas al público femenino adolescente hasta que 2008, cuando fue cancelada.

## Vida personal
Berger está casada con Richard Bruning, empleado de DC Comics.

## Premios
Berger ganó el Premio Inkpot en 1990, tres Premios Eisner (1992, 1994 y 1995), y el Premio de la Guía para Compradores de Cómics en la categoría "Editora favorita" todos los años entre 1997 y 2005.